# سوازنا غيرا
سوازنا غيرا (بالبرتغالية: Suzy‏) (و. 1980  م) هي مغنية برتغالية، ولدت في فيغيرا دا فوز، شاركت في مسابقة الأغنية الأوروبية 2014، تستخدم آلات صوت بشري.

## روابط خارجية
- سوازنا غيرا على موقع ميوزك برينز (الإنجليزية)
- سوازنا غيرا على موقع ديسكوغز (الإنجليزية)